# Skyblazer
Skyblazer, i Japan känt som Karuraou (迦楼羅王?), är ett plattformsspel till SNES från 1994.

## Handling
Raglan och Ashura har fört bort Ariana, och Skyblazer skall leta reda på henne.

### Fotnoter
1. ↑  ”Skyblazer” (på svenska). Nintendomagasinet (Kungsbacka: Atlantic) (4 1994):  sid. 6-7 (Power Player). april 1994. Läst 22 april 2014.